# Avelino Riopedre Muiña
Avelino Riopedre Muiña (Gijón, 11 de novembre de 1971) és un exfutbolista asturià, que ocupava la posició de migcampista.

## Trajectòria
Format al planter de l'Sporting de Gijón, dona el salt al primer equip a la lliga 90/91, en la qual ja disputaria fins a 25 partits i va marcar un gol. Però, tot i formar part del primer planter, l'aportació del migcampista va davallar en els anys següents, amb prou feines jugant uns partits per temporada. No seria fins a la temporada 95/96 quan tornaria a comptar. Aquesta vegada serien 29 els partits disputats, mentre que a la següent la xifra quedaria en 19.
Però, en vista que no trobava lloc a l'equip sportinguista, la temporada 98/99 recala a la Cultural Leonesa, de Segona B, on romandria dos anys abans de fitxar pel Zamora CF, on militaria entre el 2000 i mitja temporada 01/02. La resta la passaria al Torredonjimeno. Amb l'equip andalús hi formaria algunes campanyes més.
Després de retirar-se, va continuar vinculat al món del futbol, ostentant diversos càrrecs dins l'organigrama del Torredonjimeno.